# Ватиканський кодекс A (3738)

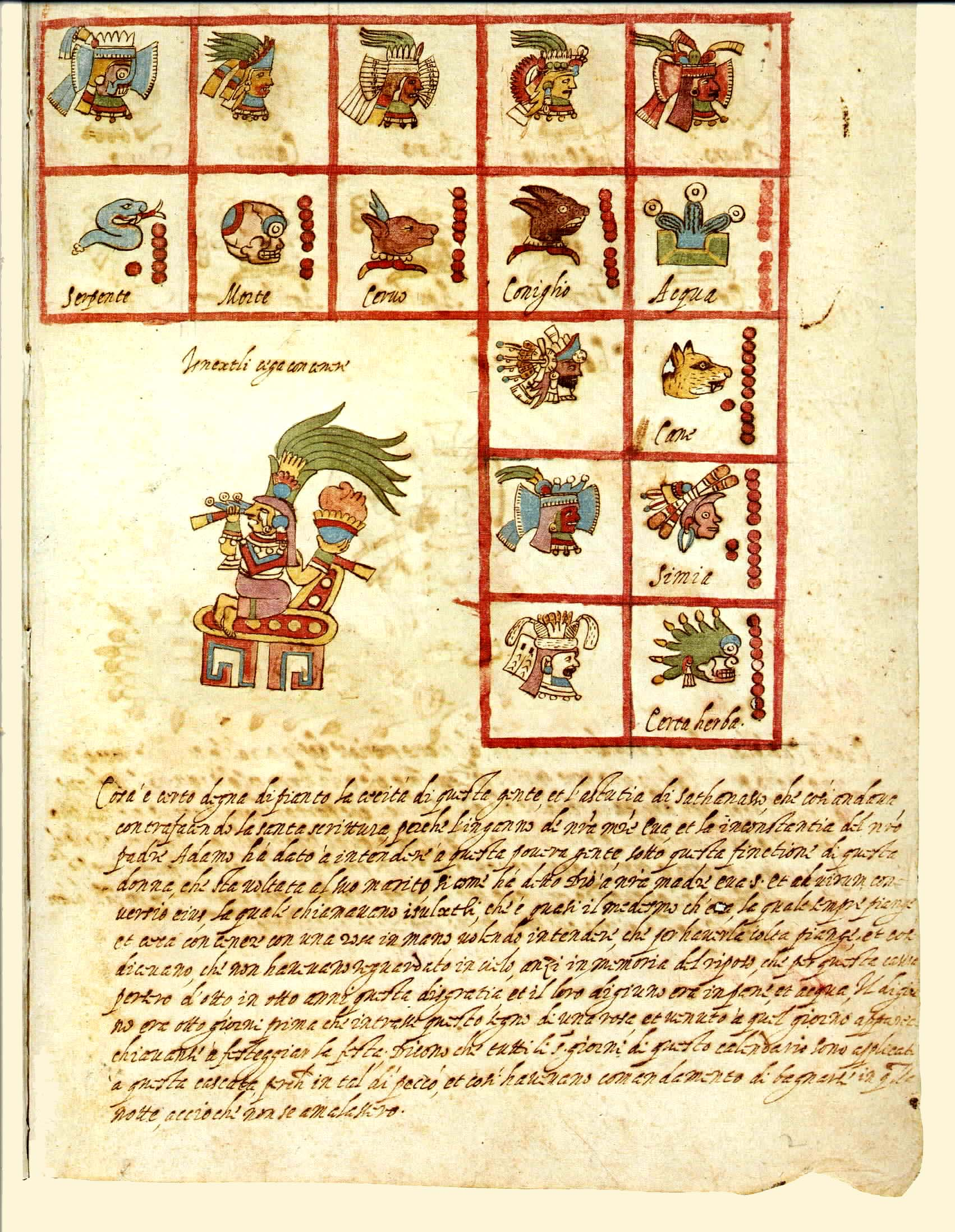
Ватиканський кодекс A (уривок)

Ватиканський кодекс A (Codex Vaticanus A) — італійський переклад коментованого кодексу, створеного у 1547—1562 роках іспанським домініканцем Педро де ла Ріосом. Переклад здійснено близько 1566 року. Натепер зберігається в Апостольській бібліотеці Ватикану. Звідси походить його назва. Інші назви «Кодекс Ріос», «Ватикнаський кодекс № 3738».

## Історія
Дослідниками виявлено багато схожого з кодексом Теллеріано-Ременсіс. Аналіз тексту «Ватиканського кодексу А» свідчить, що він ченець Ріос був упорядником коментаря-рукопису, яка близька до кодексу Теллеріано-Ременсіса, проте відрізняється, зокрема, наявністю додаткових розділів.
Педро де лос Ріос використовував Кодекс Теллеріано-Ременсіс як основу для складання більш розлогого документа, в який був включений, як мінімум, додатковий розділ про звичаї мексиканських індіанців і, можливо, розділ щодо створення світу і попередніх світових епохах. Остаточним результатом цієї роботи і став «Ватиканський кодекс А». Вважається, що спочатку створено іспанський варіант, який згодом переведено італійською. Цей остаточний варіант й став кодексом. Призначався для високого церковного начальства в Римі.
Втім «Ватиканський кодекс А» залишився незакінченим: коментарі до історичної частини так і залишилися ненаписаними. Крім того, якість зображень в ньому значно поступається передбачуваному прототипу.
Вперше опубліковано у 1810 році Олександром фон Гумбальдом. У 1831 році вперше опубліковано у Великій Британії, у 1900 році — у Франції. У 2013—2014 році переклад на російську здійснено українським фахівцем С.Купрієнком.

## Опис
Цей кодекс складається з 101 сторінки. Виконано на європейському папері, на аркушах великого формату (46,5х29,5 см.), каліграфічним почерком, без помарок і виправлень, італійською мовою.

## Зміст
Кодекс зосереджено на культурі тольтеків і чичимеків Оахаки і Пуебло. Складається з 7 розділів:
1. Космологічні і міфологічні тексти та малюнки щодо 4 епох. Тут містяться зображення небесних сфер, рівнів підземного світу, а також один з варіантів міфу про п'ять сонців, опис легендарної битви між Кетцалькоатлем і Тецкатліпокою в Толлані.
2. Календар (тоналаматль) для тональпоуаллі (священного року) з 260 днів, що існувало в ацтекських календарях.
3. Календарна Таблиця для 1558—1619 років.
4. Фестивальний календар з 18 місяців, з детальними малюнками шат і атрибутів богів кожного періоду.
5. Традиційні ритуали, з малюнками індіанців.
6. Ілюстровані хроніки з 1195 до 1549 років, починаючи з міграції з Чікомостока і закінчуючи останніми подіями в Мексиканській долині.
7. Символи 1556—1562 років, без малюнків і тексту.